# Berberidopsidaceae
Classification APG III (2009)
Famille
Les Berberidopsidaceae (ou Berbéridopsidacées) sont une petite famille de plantes à fleurs dicotylédones de l'ordre des Berberidopsidales. Ce sont des plantes grimpantes à feuillage persistant originaires du Chili et d'Australie.

## Étymologie
Le nom vient du genre type Berberidopsis, formé de Berberis et du suffixe grec -ὄψις / -ópsis, « aspect, ressemblant à », en référence à la ressemblance des feuilles de cette plante avec le Berberis (Berberidaceae).

## Classification
En classification classique de Cronquist (1981), cette famille n'existe pas ; ces plantes étaient placées dans les Flacourtiacées.
Pour la classification phylogénétique APG II (2003), elle comprend trois espèces en deux genres : Berberidopsis et Streptothamnus. Cette famille est directement rattachée au noyau des Dicotylédones vraies.
Le Angiosperm Phylogeny Website situe cette famille dans le nouvel ordre des Berberidopsis, avec les Aextoxicaceae, choix qui a été confirmé par la classification phylogénétique APG III (2009).

## Liste des genres
Selon NCBI (28 avr. 2010) :
- genre Berberidopsis

Selon Angiosperm Phylogeny Website (28 avr. 2010) et GRIN (28 avr. 2010) :
- genre Berberidopsis
- genre Streptothamnus

## Liste des espèces
Selon NCBI (28 avr. 2010) :
- genre Berberidopsis
  - Berberidopsis beckleri
  - Berberidopsis corallina